# Trioza catillus
Trioza catillus är en insektsart som först beskrevs av Leonard D. Tuthill 1964.  Trioza catillus ingår i släktet Trioza och familjen spetsbladloppor. Inga underarter finns listade i Catalogue of Life.